# Lijst van Belgische ministers van Energie
Dit is een lijst van Belgische ministers van Energie.

## Lijst
| Minister                                     | Minister                       | Partij | Partij          | Begin            | Einde            | Regering(en)                                         | Bevoegdheid                                 |
| -------------------------------------------- | ------------------------------ | ------ | --------------- | ---------------- | ---------------- | ---------------------------------------------------- | ------------------------------------------- |
|                                              | Achiel Van Acker (1898-1975)   |        | BSP             | 12 februari 1945 | 13 maart 1946    | Van Acker I en II                                    | Minister van het Steenkoolwezen             |
| vacant (13 maart 1946 - 31 maart 1946)       |                                |        |                 |                  |                  |                                                      |                                             |
|                                              | Achiel Van Acker (1898-1975)   |        | BSP             | 31 maart 1946    | 3 augustus 1946  | Van Acker III                                        | Minister van het Steenkoolwezen             |
| vacant (3 augustus 1946 - 20 maart 1947)     |                                |        |                 |                  |                  |                                                      |                                             |
|                                              | Achille Delattre (1879-1964)   |        | PSB             | 20 maart 1947    | 27 november 1948 | Spaak III                                            | Minister van Energie en Brandstof           |
| vacant (27 november 1948 - 3 september 1960) |                                |        |                 |                  |                  |                                                      |                                             |
|                                              | Roger De Looze (1922-1961)     |        | Liberale Partij | 3 september 1960 | 25 april 1961    | G. Eyskens III                                       | Minister-onderstaatssecretaris voor Energie |
|                                              | Antoon Spinoy (1906-1967)      |        | BSP             | 25 april 1961    | 28 juli 1965     | Lefèvre                                              | Minister van Energie                        |
| vacant (28 juli 1965 - 17 december 1981)     |                                |        |                 |                  |                  |                                                      |                                             |
|                                              | Etienne Knoops (1934)          |        | PRL             | 17 december 1981 | 28 november 1985 | Martens V                                            | Staatssecretaris voor Energie               |
|                                              | Firmin Aerts (1929)            |        | CVP             | 28 november 1985 | 9 mei 1988       | Martens VI en VII                                    | Staatssecretaris voor Energie               |
|                                              | Elie Deworme (1932)            |        | PS              | 9 mei 1988       | 7 maart 1992     | Martens VIII en IX                                   | Staatssecretaris voor Energie               |
| vacant (7 maart 1992 - 19 juni 1998)         |                                |        |                 |                  |                  |                                                      |                                             |
|                                              | Jean-Pol Poncelet (1950)       |        | PSC             | 19 juni 1998     | 12 juli 1999     | Dehaene II                                           | Minister belast met Energie                 |
|                                              | Olivier Deleuze (1954)         |        | Ecolo           | 12 juli 1999     | 5 mei 2003       | Verhofstadt I                                        | Staatssecretaris voor Energie               |
|                                              | Alain Zenner (1946)            |        | MR              | 5 mei 2003       | 12 juli 2003     | Verhofstadt I                                        | Staatssecretaris voor Energie               |
|                                              | Fientje Moerman (1958)         |        | VLD             | 12 juli 2003     | 18 juli 2004     | Verhofstadt II                                       | Minister van Energie                        |
|                                              | Marc Verwilghen (1952)         |        | VLD             | 18 juli 2004     | 21 december 2007 | Verhofstadt II                                       | Minister van Energie                        |
|                                              | Paul Magnette (1971)           |        | PS              | 21 december 2007 | 6 december 2011  | Verhofstadt III, Leterme I, Van Rompuy en Leterme II | Minister van Energie                        |
|                                              | Melchior Wathelet Jr. (1977)   |        | cdH             | 6 december 2011  | 22 juli 2014     | Di Rupo                                              | Staatssecretaris voor Energie               |
|                                              | Catherine Fonck (1968)         |        | cdH             | 22 juli 2014     | 11 oktober 2014  | Di Rupo                                              | Staatssecretaris voor Energie               |
|                                              | Marie-Christine Marghem (1963) |        | MR              | 11 oktober 2014  | 1 oktober 2020   | Michel I en II en Wilmès I en Wilmès II              | Minister van Energie                        |
|                                              | Tinne Van der Straeten (1978)  |        | Groen           | 1 oktober 2020   | 3 februari 2025  | De Croo                                              | Minister van Energie                        |
|                                              | Mathieu Bihet (1991)           |        | MR              | 3 februari 2025  | heden            | De Wever                                             | Minister van Energie                        |